# 쓰팡타이구
쓰팡타이구(한국어: 사방태구, 중국어: 四方台区, 병음: Sìfāngtái Qū)는 중화인민공화국 헤이룽장성 솽야산시의 행정구역이다. 넓이는 169km2이고, 인구는 2007년 기준으로 70,000명이다.

## 행정 구역
4개 가도, 1개 진을 관할한다.
- 가도: 振兴中路街道, 振兴东路街道, 集贤路街道, 东荣街道.
- 진: 太保镇.